# Ermita de Santa Magdalena (Terrades)
Ermita de Santa Magdalena és una església del municipi de Terrades (Alt Empordà) inclosa en l'Inventari del Patrimoni Arquitectònic de Catalunya.

## Descripció
Situada al nord-oest del nucli urbà de la població de Terrades, a poca distància del santuari de la Mare de Déu de la Salut, a la muntanya que duu el seu nom.
Església d'una sola nau amb absis semicircular capçat a llevant. La volta de la nau és apuntada, de la mateixa manera que la de l'absis, tot i que aquesta és de dimensions més reduïdes. Al fons de la conca absidal hi ha una fornícula de mig punt on hi ha la imatge de la verge santa Magdalena, de guix i darrere de l'altar protegit per unes reixes. Adossats als murs laterals de la nau hi ha dos bancs correguts de poca alçada, que enllacen amb el nivell de circulació de l'absis, més elevat que la resta de la nau. Pel que fa a la il·luminació del temple hi ha una finestra allargada a manera de sagetera al fons de l'absis i dues finestres rectangulars de doble esqueixada a cada extrem del parament de migdia, tot i que actualment estan tapiades. Entre les dues hi ha la porta principal, d'arc de mig punt bastit amb dovelles grans i ben allisades. Al frontis hi ha una altra finestra rectangular emmarcada amb carreus desbastats i, sota seu, una petita obertura circular adovellada. Coronant el frontis hi ha un petit campanar d'espadanya d'un sol arc de mig punt. La construcció és bastida en carreus de pedra ben desbastats disposats en filades regulars. Adossats als extrems del parament de migdia hi ha tres murs que formen un tancat lateral, al que s'accedeix mitjançant dues portes d'arc rebaixat bastides en maons i amb els brancals fets de pedra desbastada. Aquesta part de la construcció està bastida en pedra sense treballar i fragments de maons, lligat amb morter.
L'Aplec es commemora el diumenge després del 22 de juliol (santa Magdalena), o el mateix dia 22 si cau en diumenge. Després de la Missa es canten els Goigs, originals de Montserrat Vayreda i Trullol, de l'any 1958. També hi ha dedicats uns Goigs més antics, de l'any 1871.

## Història
L'ermita de Santa Magdalena és documentada al segle xiv amb el nom de Santa Maria de Codó, topònim antic de la muntanya. Posteriorment, en una circular del bisbe Andreu Bertran de l'any 1425, consta que estava enrunada i s'havia de reparar. Així doncs l'actual edifici data de finals del segle xv i fou construït sobre les restes de l'antiga ermita.